# Cadillacs e Dinossauros (série de animação)
Cadillacs e Dinossauros (em Inglês: Cadillacs and Dinosaurs) é uma série de desenho animado estadunidense-canadense produzida por De Souza Productions, Galaxy Films Nelvana, e transmitida nos Estados Unidos e Canadá pelo canal CBS e YTV. A animação foi baseada (parcialmente) no jogo beat 'em up para Arcade lançado em 1993 pela Capcom e nos quadrinhos Xenozoic Tales, a série foi criada pelo roteirista Steven E. de Souza, que adquiriu os direitos de TV depois do videogame Cadillacs and Dinosaurs, que também foi baseado no quadrinho de Schultz.No entanto, a série acabou por ser cancelada em 1994 devidos as baixas audiências e também pela produção das novas séries. No Brasil, a série começou a ser exibida pelo HBO Family e no programa Band Kids da Band.

## Personagens
- Jack Tenrec – David Keeley
- Hannah Dundee – Susan Roman
- Mustapha Cairo – Bruce Tubbe
- Kirgo – David Fox
- Council of Governors:
- Governor Wilhelmina Scharnhorst – Dawn Greenhalgh
- Governor Dahlgren – Kristina Nicoll
- Governor Toulouse – Philip Williams
- Nock – Don Dickinson
- Dr. Fessenden – John Stocker
- Hammer Terhune – Ted Dillon
- Wrench Terhune – Colin O'Meara
- Vice Terhune – Frank Pellegrino
- Mikla – Lenore Zann
- Griths:
- Hobb – Don Francks
- Wild Boy –

## Dinossauros
- Cutter  – Alossauro
- Shivet – Tiranossauro
- Mack – Tricerátops
- Sandbuck – Apatosaurus
- Tri-colored Sandbuck – Diplodoco
- Wahonchuck – Estegossauro
- Whiptail – Nothosaurus
- Thresher – Mosassauro
- Zeek  – Pteranodonte
- Bonehead – Pachycephalosaurus
- Tree Grazer – Braquiossauro
- Hornbill – Parassaurolofo
- Crawler – Ankylosaurus
- Deinonychus
- Velociraptor
- Dimetrodon
- Glyptodon
- Hiena-das-cavernas
- Mamute-lanoso
- Peramus
- Phorusrhacos
- Troodon
- Eoraptor
- Machairodus
- Compsognathus
- Celófise
- Estrutiomimo
- Protoceratops
- Mixosaurus
- Stegoceras

## Episódios
| / Título original          | Título brazil         | Exibição original      |
| -------------------------- | --------------------- | ---------------------- |
| Rogue                      | Desonesto             | 18 de setembro de 1993 |
| Dino Drive                 | Dino Drive            | 25 de setembro de 1993 |
| Death Ray                  | Raio da morte         | 2 de outubro de 1993   |
| Siege                      | Cerco                 | 9 de outubro de 1993   |
| Wild Child                 | Criança selvagem      | 23 de outubro de 1993  |
| Mind Over Matter           | Mente sobre a matéria | 6 de novembro de 1993  |
| Survival                   | Sobrevivência         | 20 de novembro de 1993 |
| It Only Comes Out at Night | Ele só sai à noite    | 27 de novembro de 1993 |
| Remembrance                | Lembrança             | 11 de dezembro de 1993 |
| Pursuit                    | Perseguição           | 18 de dezembro de 1993 |
| Departure                  | Partida               | 14 de janeiro de 1994  |
| Duel                       | Duelo                 | 21 de janeiro de 1994  |
| Wildfire                   | Fogo selvagem         | 28 de janeiro de 1994  |

## Transmissão
Nos Estados Unidos, a série foi ao ar na CBS (nos US), YTV (no Canadá), e RTÉ Two (Irlanda).